# أيام لا تنسى (مسلسل)
أيام لا تنسى  هو مسلسل تم إنتاجه في السعودية. بدأ عرضه في سنة 1974م الموافق 1394هـ على القناة السعودية الاولى. وتبلغ مدة الحلقة الواحدة 50 دقيقة. وهو من إخراج سعد الفريح.

## بطولة
- سعد خضر
- عبدالرحمن الخطيب
- محمد العلي
- محمد المفرح
- علي إبراهيم
- عبد الله السدحان
- عبدالعزيز الحماد